# نهائي كأس فرنسا 2014
نهائي كأس فرنسا 2014 هي المباراة النهائية من منافسة كأس فرنسا 2013–14، أقيمت المباراة في 3 مايو 2014، في ملعب فرنسا، بين فريقي ستاد رين، ونادي غانغون، وفاز فيها نادي غانغون، بعد أن هزم ستاد رين، بنتيجة 0 - 2، وكان حكم المباراة توني شابرون، وحضر المباراة 80000 شخصاً.

## تفاصيل المباراة
لعبت المباراة النهائية في 3 مايو 2014.
| ستاد رين | 0 -2 | نادي غانغون                                          |
| -------- | ---- | ---------------------------------------------------- |
|          |      | جوناثان مارتينز 37 دقيقة' · مصطفى ياتاباري 46 دقيقة' |